# Memorandum budapeszteńskie
Memorandum budapeszteńskie (ang. Budapest Memorandum on Security Assurances – Memorandum Budapeszteńskie o Gwarancjach Bezpieczeństwa) – porozumienie międzynarodowe niemające statusu traktatu podpisane w 5 grudnia 1994 roku w Budapeszcie i najczęściej wskazywane, że dotyczy Ukrainy jako państwa objętego ww. gwarancjami. Faktycznie w ww. dniu zostały podpisane trzy oddzielne memoranda, dotyczące Ukrainy, Białorusi i Kazachstanu jako państw z gwarancjami. Na mocy tych porozumień Stany Zjednoczone, Rosja i Wielka Brytania zobowiązały się do respektowania suwerenności i integralności terytorialnej tych trzech państw, oraz powstrzymania się od wszelkich gróźb użycia siły przeciwko ich niepodległości i integralności terytorialnej, a państwa te zobowiązały się do przekazania strategicznej broni nuklearnej Rosji i przystąpienia do układu o nierozprzestrzenianiu broni jądrowej.

## Tekst Memorandum Budapeszteńskiego (ukraińskiego)
Fragment Memorandum Budapeszteńskiego w tłumaczeniu na język polski:

Z zadowoleniem przyjmując przystąpienie Ukrainy do Układu o Nierozprzestrzenianiu Broni Jądrowej jako Państwa Nienuklearnego,
Mając na uwadze zaangażowanie Ukrainy w eliminację broni jądrowej z jej terytorium w określonym terminie,
Zauważając zmiany w sytuacji bezpieczeństwa światowego, obejmujące zakończenie zimnej wojny, które doprowadziły do powstania warunków do głębokiej redukcji sił nuklearnych,
Potwierdzają co następuje:
1. Federacja Rosyjska, Zjednoczone Królestwo Wielkiej Brytanii i Irlandii Północnej oraz Stany Zjednoczone Ameryki potwierdzają swoje zaangażowanie, zgodnie z zasadami Aktu Końcowego Konferencji Bezpieczeństwa i Współpracy w Europie, w poszanowanie niezależności i suwerenności istniejących granic Ukrainy;
2. Federacja Rosyjska, Zjednoczone Królestwo Wielkiej Brytanii i Irlandii Północnej oraz Stany Zjednoczone Ameryki potwierdzają swoje zobowiązanie do powstrzymania się od stosowania groźby lub użycia siły przeciw integralności terytorialnej bądź politycznej niezależności Ukrainy, i że żadna broń w ich posiadaniu nigdy nie zostanie użyta przeciw Ukrainie, chyba że w samoobronie lub w przypadkach zgodnych z Kartą Narodów Zjednoczonych;
3. Federacja Rosyjska, Zjednoczone Królestwo Wielkiej Brytanii i Irlandii Północnej oraz Stany Zjednoczone Ameryki potwierdzają swoje zaangażowanie, zgodnie z zasadami Aktu Końcowego Konferencji Bezpieczeństwa i Współpracy w Europie, w powstrzymanie się od przymusów ekonomicznych zmierzających do podporządkowania swoim własnym interesom realizacji przez Ukrainę praw nieodłącznie związanych z jej suwerennością aby w ten sposób osiągnąć korzyści jakiegokolwiek rodzaju;
4. Federacja Rosyjska, Zjednoczone Królestwo Wielkiej Brytanii i Irlandii Północnej oraz Stany Zjednoczone Ameryki potwierdzają swoje zaangażowanie w poszukiwanie natychmiastowych działań Rady Bezpieczeństwa Narodów Zjednoczonych celem dostarczenia pomocy Ukrainie, jako Państwu Nienuklearnemu stronie Układu o Nierozprzestrzenianiu Broni Jądrowej, gdyby Ukraina stała się ofiarą aktu agresji lub obiektem groźby agresji, w których stosowana jest broń jądrowa;
5. Federacja Rosyjska, Zjednoczone Królestwo Wielkiej Brytanii i Irlandii Północnej oraz Stany Zjednoczone Ameryki potwierdzają, w przypadku Ukrainy, swoje zaangażowanie do niestosowania broni jądrowej przeciw jakiemukolwiek Państwu Nienuklearnemu stronie Układu o Nierozprzestrzenianiu Broni Jądrowej, chyba że w przypadku zaatakowania ich, ich terytoriów zależnych, ich sił zbrojnych lub ich sojuszników przez takie państwo w połączeniu lub w sprzymierzeniu z Państwem Nuklearnym;
6 Ukraina, Federacja Rosyjska, Zjednoczone Królestwo Wielkiej Brytanii i Irlandii Północnej oraz Stany Zjednoczone Ameryki będą się konsultowały w przypadku powstania sytuacji, w której pojawiłyby się wątpliwości dotyczące powyższych zobowiązań.
Memorandum wchodzi w życie po jego podpisaniu.
Podpisano w czterech kopiach o równej ważności w językach ukraińskim, angielskim i rosyjskim.
Za Ukrainę:
(podpis) Łeonid D. KUCZMA
Za Federację Rosyjską:
(podpis) Boris N. JELCYN
Za Zjednoczone Królestwo Wielkiej Brytanii i Irlandii Północnej:
(podpis) John MAJOR
Za Stany Zjednoczone Ameryki:
(podpis) William J. CLINTON